# 페르낭 소바주
페르낭 소바쥬(Fernand Sauvage)는 벨기에 출신의 다이버였다. 그는 1920년 하계 올림픽 남자 플레인 하이다이빙 종목(남자 평행 높이 다이빙 경기)에 참가했다.